# Бурзонешти (Алба)
Бурзонешти (рум. Burzonești) насеље је у Румунији у округу Алба у општини Соходол. Oпштина се налази на надморској висини од 572 m.

## Становништво
Према подацима из 2002. године у насељу је живело 78 становника, од којих су сви румунске националности.